# Fritz Bergman
Fritz Hilding Bergman, född 26 september 1920 i Helsingfors, död 2014 i Holmsund, var en svensk skogsvetenskaplig forskare och professor.
Bergman disputerade vid Skogshögskolan och avlade skoglig doktorsexamen. Han blev senare professor vid Sveriges lantbruksuniversitet (SLU), som Skogshögskolan 1977 gick upp i.
Bergman var ledamot av Kungliga Skogs- och Lantbruksakademien från 1972 och ledamot av Ingenjörsvetenskapsakademien från 1981.